# 35
| [ Edytuj tabelę ] |                                    |
| Król Armenii      | - 34 Arsakes 35 - 35 Mitrydates 37 |
| Cesarz Chin       | - 25 Guangwudi 57                  |
| Władca Korei      | - 18 Daemusin 44                   |
| Król Mauretanii   | - 23 Ptolemeusz 40                 |
| Król Nabatei      | - 9 p.n.e. Aretas IV 40            |
| Papież            | - 33 Piotr Apostoł 67              |
| Król Partów       | - 8 Artabanus II 40                |
| Cesarz Rzymu      | - 14 Tyberiusz 37                  |
| Król Tracji       | - 19 Remetalkes II 38              |

Rok 35 / XXXV
stulecia: I wiek p.n.e. ~
I wiek ~
II wiek

lata: 25 «
30 «
31 «
32 «
33 «
34 «
35
» 36
» 37
» 38
» 39
» 40
» 45

## Wydarzenia
- Lucjusz Witeliusz został prokonsulem rzymskiej Syrii, zastąpił na tym stanowisku zmarłego Pomponiusza Flakkusa.
- Paweł z Tarsu spotkał po raz pierwszy apostoła Piotra w Jerozolimie (Ga 1,18).

## Urodzili się
- Kwintylian, retor (zm. 96).
- Nimfidiusz Sabinus, prefekt pretorianów (zm. 68).

## Zmarli
- Arsakes, król Armenii.
- Pomponiusz Flakkus, prokonsul Syrii.